# Serra de Santa Anna
La Serra de Santa Anna és una serra situada al municipi de Prullans, a la comarca de la Baixa Cerdanya, amb una elevació màxima de 1.971 metres.